# WomanSpirit
WomanSpirit (otoño de 1974 - verano de 1984) fue una publicación trimestral feminista lésbica fundada por Ruth y Jean Mountaingrove y producida colectivamente cerca de Wolf Creek, Oregón. Fue el primer periódico lésbico/feminista estadounidense dedicado tanto al feminismo como a la espiritualidad. Muchas de las colaboradoras de WomanSpirit eran, o llegaron a ser, muy conocidas dentro del movimiento de espiritualidad de las mujeres. Publicaron 40 ediciones, que cubrían temas como ecología, mitos y rituales de diosas, teoría feminista y adivinación que incluían artículos, fotografías, cartas, reseñas de libros, obras de arte y canciones.

## Historia
WomanSpirit fue fundada por Ruth y Jean Mountaingrove en 1974. En 1978, se mudaron a Rootworks, donde comprarons su "tierra lésbica". De 1979 a 1984 produjeron Womanspirit en el granero que construyeron ("Natalie Barney"). Las mujeres que venían a trabajar en los diferentes temas podían permanecer en la tierra el tiempo que necesitaran o pudieran.

## Impacto
En el apogeo de la circulación de WomanSpirit, se distribuyó en 91 librerías femeninas en 10 países y tenía más de 3.000 suscriptoras. Muchas mujeres han atribuido a la existencia de Rootworks y WomanSpirit el mérito de haberlas traído a las zonas rurales de Oregón para participar en el movimiento de mujeres por la tierra.
Tras su cierre, Jean Mountaingrove sugirió que se hiciera un índice y Christine Menefee se ofreció a hacerlo. Fue publicado en 1989 y está agotado, pero ha resultado útil para investigar la historia feminista y de las mujeres.